# Pajaritos (estación)
Pajaritos es una estación ferroviaria que forma parte de la red del Metro de Santiago de Chile. Se encuentra a nivel de suelo, entre las estaciones Neptuno y Las Rejas de la línea 1, en la comuna de Lo Prado.
La estación se ubica en el bandejón que separa a la Avenida General Óscar Bonilla de la Ruta 68, autopista que conecta a la capital con las ciudades de Valparaíso y Viña del Mar, a la altura de la intersección de General Bonilla con la calle Santa Marta.

## Características y entorno

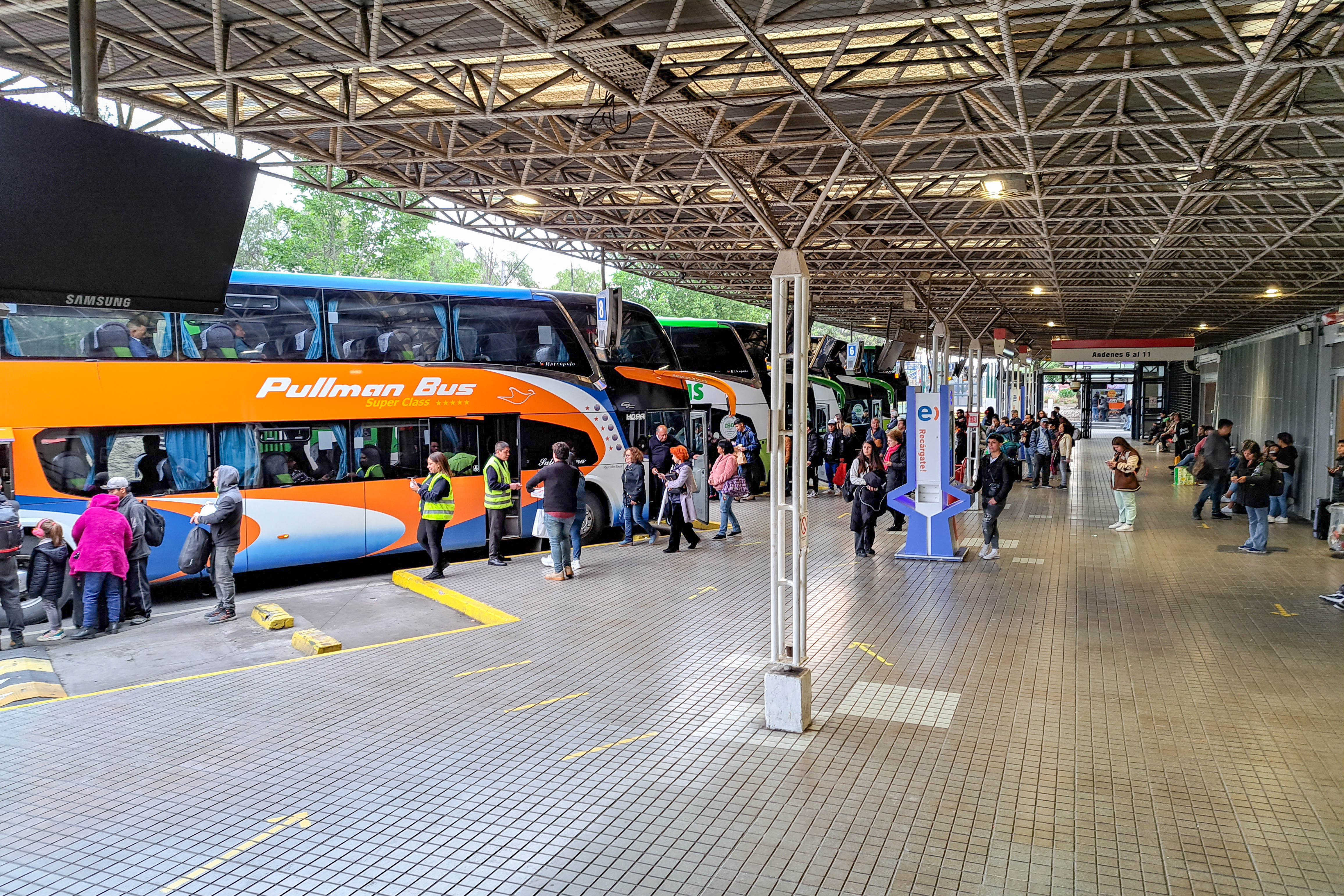
Andenes de la estación intermodal Pajaritos.

Presenta un flujo moderado de pasajeros, debido a su ubicación en un sector industrial-residencial. Su flujo de pasajeros ha aumentado luego de la inauguración, el 31 de octubre de 2003, de la estación intermodal, que permite la combinación con buses que tienen como destino lugares como Valparaíso, Viña del Mar, Concón, Quilpué, Villa Alemana, Curacaví y el Aeropuerto Internacional Arturo Merino Benítez. La estación posee una afluencia diaria promedio de 24 777 pasajeros.
En sus inmediaciones se ubica la Escuela de Investigaciones de Chile y los antiguos terrenos de un parque de diversiones clausurado, Mundomágico, que actualmente albergan al Centro Cultural de la comuna de Lo Prado. Frente al extremo oriente se ubica el Parque Coronel Bueras, que es el hito de inicio de la Avenida Libertador General Bernardo O'Higgins.
Durante el año 2009 esta estación se remodeló y reconstruyó hacia el oriente, a continuación de la antigua estación,  debido a la construcción de un retorno para mejorar el tránsito de trenes en L1, esta estación cuenta con accesos para personas con movilidad reducida (ascensores) y modernas instalaciones, además de una mejor conexión con buses de superficie. En 2014 volvió a ser remodelada, reubicando las oficinas de las empresas de buses en el interior de la estación, además de habilitar locales comerciales y un patio de comidas.

### Accesos
| Acceso | Intersección                              |
| ------ | ----------------------------------------- |
| A      | Av. General Óscar Bonilla con Santa Marta |
| B      | Av. General Óscar Bonilla con Amenthy     |
| C      | Av. General Óscar Bonilla con Ruta 68     |
| D      | Terminal Pajaritos                        |

## Origen etimológico
En su recorrido desde el oriente hacia el poniente, la Alameda del Libertador Bernardo O'Higgins, principal avenida de Santiago, se divide a la altura de la ya mencionada Escuela de Investigaciones de Chile en dos vías: la Ruta 68 y la Avenida Pajaritos, que, siendo su continuación natural, conduce a la comuna de Maipú. La estación toma el nombre de esta última avenida que se encuentra a una cuadra de distancia. El origen del nombre de la avenida se remonta a la época de la Colonia en el cual existía un camino rural hacia las haciendas y chacras ubicadas al poniente de la ciudad de Santiago, donde transitaban carretones cargados de semillas de cereales y frutas, generalmente trigo. Por efectos de los baches del camino, estas semillas caían y los «pajaritos» que estaban cerca del camino bajaban a comer aquellas semillas. 
Este "error" en el nombre produce constantemente gran confusión en la gente que se dirige hacia Maipú, pues para combinar con los buses hacia esta comuna a través de la Avenida Pajaritos se debe hacer transbordo en Las Rejas y no en la estación homónima.[cita requerida]
En la antigua simbología que utilizaba el Metro para sus estaciones, Pajaritos se representaba a través de tres siluetas de aves volando.

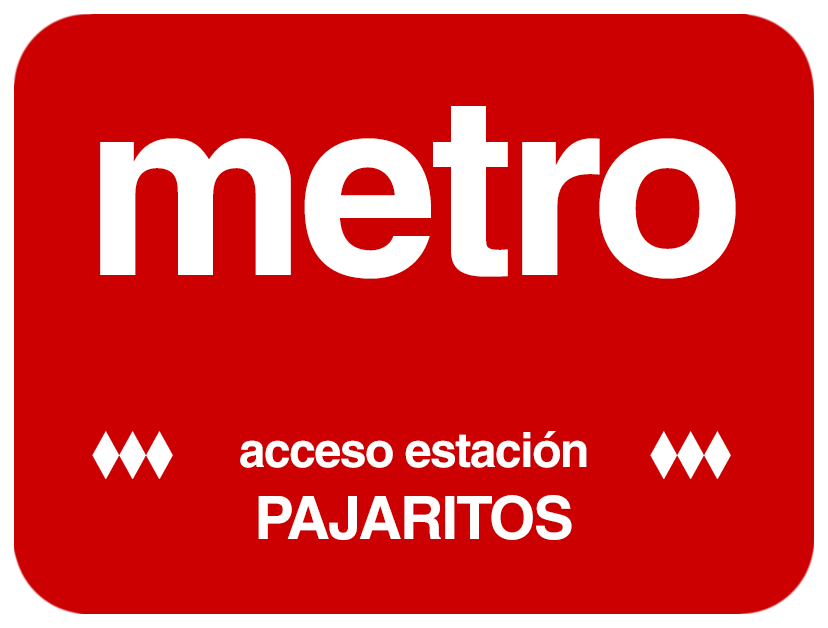
Letrero utilizado en los accesos a la estación hasta 1997.
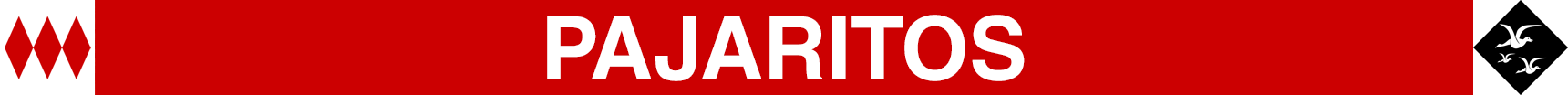
Cenefa antigua utilizada en los andenes.
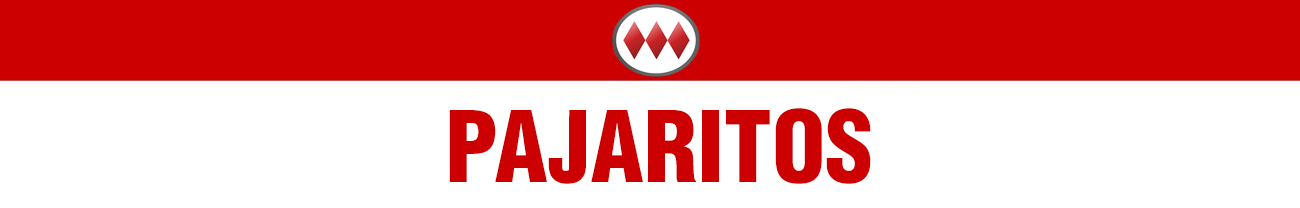
Cenefa utilizada actualmente en los andenes.
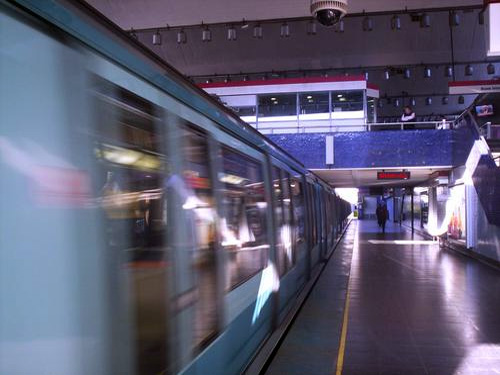
La estación antes de su remodelación.
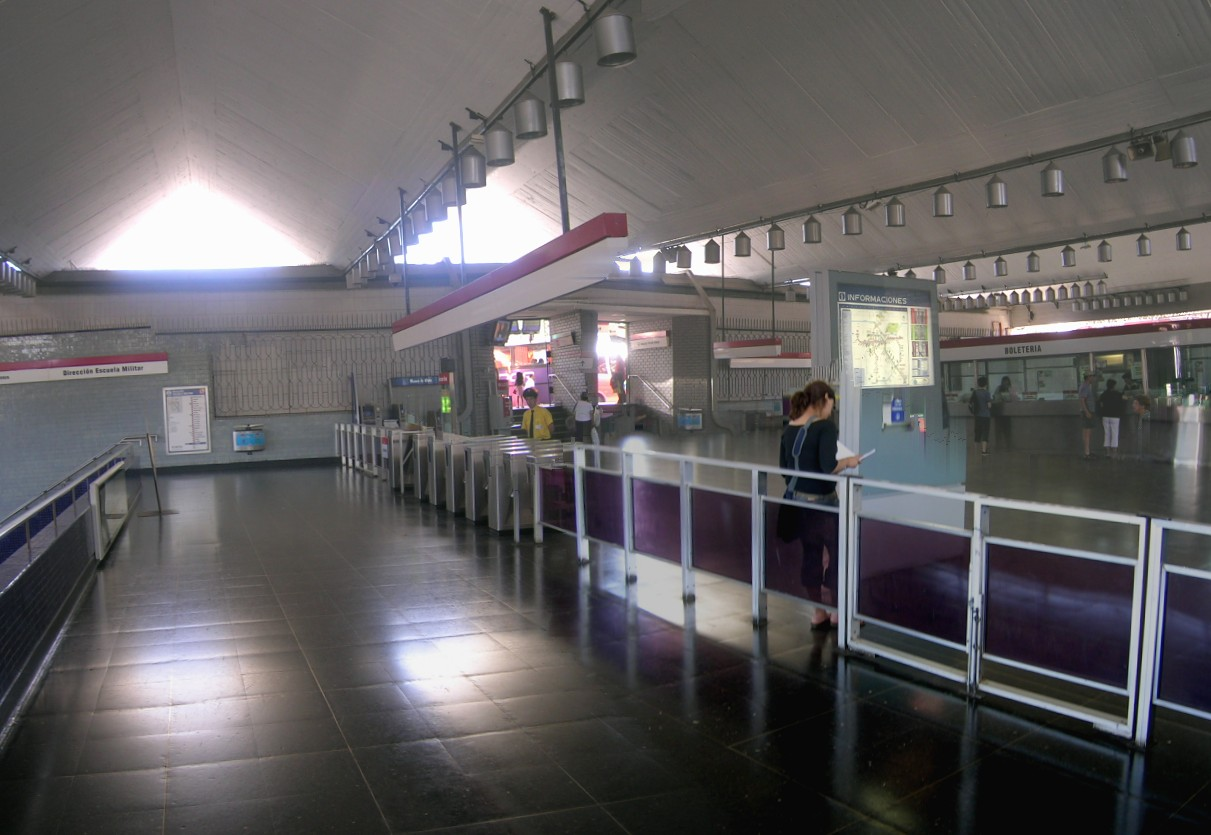
Boleterías y accesos de la estación.
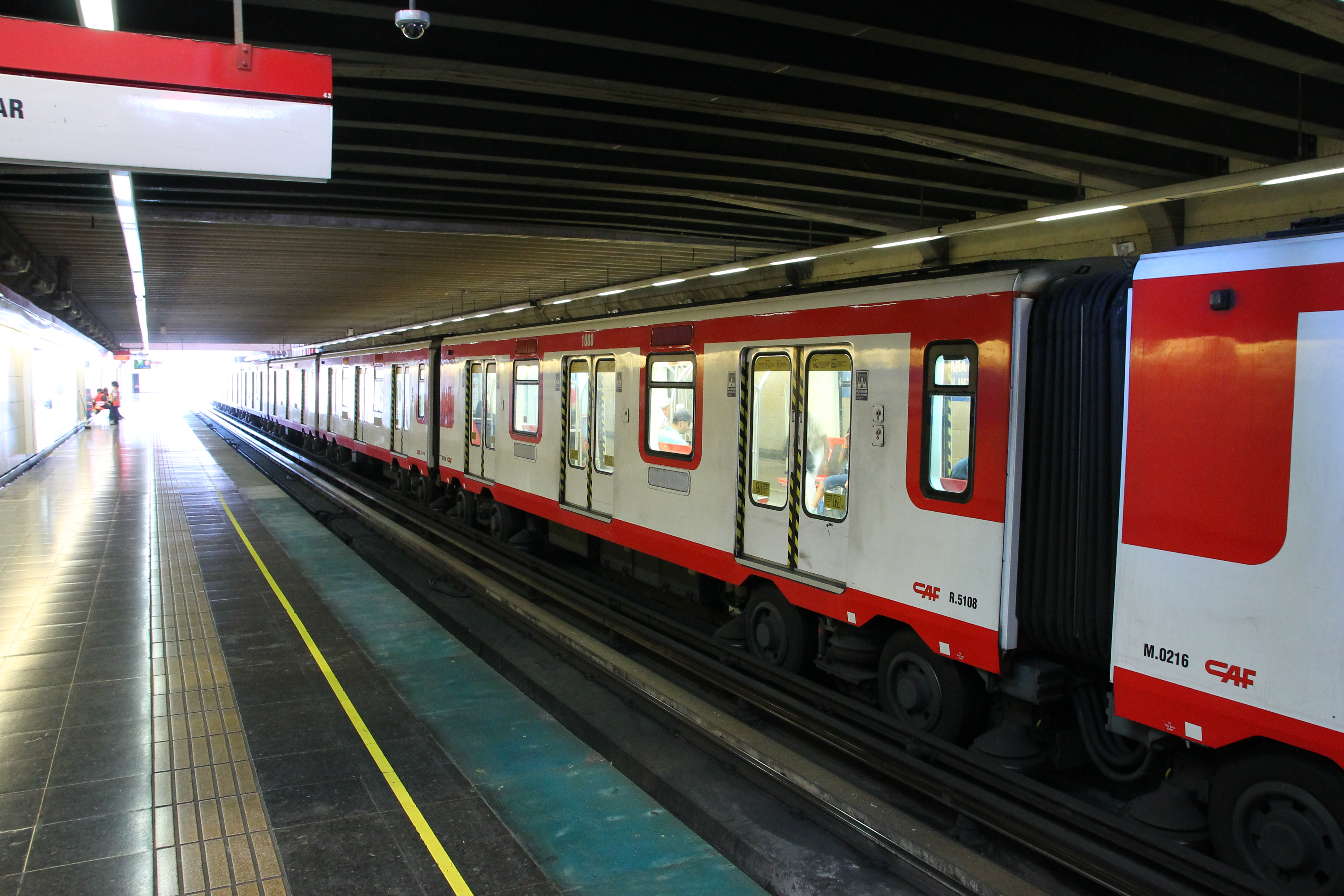
Un tren en la estación

## Conexión con Red Metropolitana de Movilidad
La estación posee 3 paraderos de la Red Metropolitana de Movilidad en sus alrededores (sin la existencia de los paraderos 3 y 4), los cuales corresponden a:
| Paradero/ Código                   | Recorridos |
| ---------------------------------- | --- |
| Parada 1 / Metro Pajaritos (PI755) | 111 (Fin del recorrido / Ciudad Satélite) - 412 (La Reina) - 418 (Av. Tobalaba)                                                                                             |
| Parada 2 / Metro Pajaritos (PI759) | 412 (Enea) - 418 (Enea) - 510 (Pudahuel Sur) - 516 (Pudahuel Sur) - J06 (Metro Pajaritos)                                                                                   |
| Parada 5 / Metro Pajaritos (PJ96)  | 510 (Peñalolén) - 516 (Las Parcelas) - J06 (Metro Pudahuel) - J11 (Lomas de Lo Aguirre) - J12 (Ciudad de los Valles) - J17 (Puerto Santiago) - J22 (Praderas de Lo Aguirre) |
| Parada 1 / EIM Pajaritos (PJ2002)  | 555 (Intermodal Aeropuerto) |
| Parada 2 / EIM Pajaritos (PJ2003)  | 555 (Fin de recorrido) |

## Conexión con buses
| Empresa                 | Destinos |
| ----------------------- | --- |
| Pullman Bus             | Valparaíso - Viña del Mar - Quilpué - Villa Alemana - Curauma - Curacaví - Casablanca - Concon                                            |
| Tur Bus                 | Valparaíso - Viña del Mar - Quilpué - Villa Alemana - Curauma - Concon - Quintero - Enea - Aeropuerto Internacional Arturo Merino Benítez |
| Cóndor Bus              | Valparaíso - Viña del Mar - Quilpué - Villa Alemana - Curauma                                                                             |
| Palmira - Ruta Curacaví | Curacaví - María Pinto - Casablanca |
| Atevil                  | Curacaví - María Pinto - Casablanca |
| Centropuerto            | Enea - Aeropuerto Internacional Arturo Merino Benítez                                                                                     |
| Viajaqui                | Curacaví |
| Flixbus                 | Valparaíso - Viña del Mar - Concon - Quintero                                                                                             |